# Trouée des Marches
Ne doit pas être confondu avec Cluse de Chambéry.
La trouée des Marches est une vallée et un col de France situé en Savoie, au sud-est de Chambéry. Large d'environ 3 km, elle permet de passer du Grésivaudan et de la combe de Savoie à la cluse de Chambéry.

## Géographie
Ancienne vallée glaciaire creusée par une diffluence du glacier de l'Isère, elle permet de relier le bassin du lac du Bourget au nord-ouest au bassin de l'Isère au sud-est (et notamment ses deux vallées de la combe de Savoie et du Grésivaudan), en séparant le massif des Bauges au nord-est du massif de la Chartreuse au sud-ouest.
La cluse de Chambéry et le site des Marches, qui lui a donné son nom, constituent chacune ses deux extrémités. Elle est drainée notamment par la Leysse et son affluent l'Albanne sur son versant nord-ouest, et le ruisseau du Bon de Loge sur son versant sud-ouest. Le fond de la vallée est constitué de dépôts morainiques, fluviaux ainsi que des abymes de Myans, un large éboulis issu de l'écroulement du mont Granier en 1248.